# San Benito (paroisse civile)
Pour les articles homonymes, voir San Benito.
San Benito est l'une des neuf paroisses civiles de la municipalité de Cabimas dans l'État de Zulia au Venezuela. Elle est l'une des paroisses civiles urbaines du chef-lieu de la municipalité de Cabimas avec celles d'Ambrosio, Carmen Herrera et Germán Ríos Linares.

## Géographie

### Situation

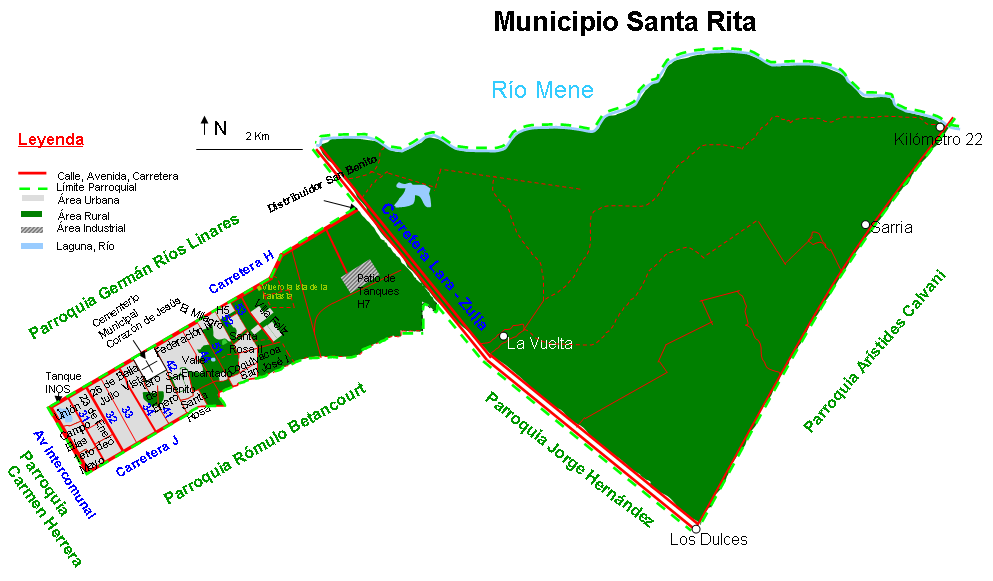
Carte de la paroisse civile.

La paroisse civile est située au centre nord de la municipalité. Elle est constituée dans sa partie occidentale par une part de la ville de Cabimas et dans sa partie orientale d'une zone naturelle bordée au nord par le río Mene. Sa partie urbaine est limitée au nord par la carretera H, à l'ouest par l'avenida Intercommunal et au sud par la carretera J. Elle est traversée du nord au sud par les avenidas 31 à 53.

## Lieux et monuments
Elle abrite peu de lieux emblématiques, excepté le cimetière municipal Corazón de Jesús et l'usine INOS.